# ウーキー・ホール

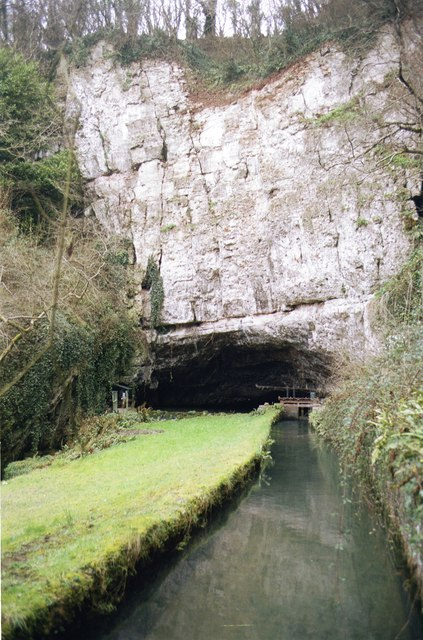

ウーキー・ホール (Wookey Hole) は、イングランドのサマセット州メンディップ・ヒルズにある洞窟。
丘を形成する石灰岩が雨やアックス川の侵食を受け、洞窟ができた。ウーキー村の近くにあり、ウェルズからも3kmの距離である。様々な興味深い自然の彫刻があり、観光地として一般に開放されている。特にウーキーホールの魔女と呼ばれている人間によく似た形をした石が有名である。地元に伝わる話によると、昔、グラストンベリーから来た僧が人を石に変えてしまったのだという。
洞窟は年間を通じて摂氏11度と気温が安定しているため、少なくとも2,000年前から、一説によれば50,000年前から使われていたという。
ミラーハウス、サーカス小屋、洞窟探検に関するミニ博物館、古いアーケードマシンが陳列されたゲームセンターなど、洞窟周辺にはいかにも観光地的な建物が充実している。